# 対馬警備隊 (日本軍)
対馬警備隊（つしまけいびたい）は、対馬を防衛するために、大日本帝国陸軍に置かれていた部隊。

## 概要
対馬は地理的に朝鮮半島、大陸との境界にあたる日本の最前線に位置し、歴史的には平安時代の刀伊の入寇、鎌倉時代の文永の役（元寇）、室町時代の応永の外寇など対外侵攻を受けてきた。幕末にはロシア海軍に一時占領される事件なども起こり、近代には対馬の防衛が意識され、明治に建軍された帝国陸軍や、戦後の陸上自衛隊は対馬に特別の警備隊を派遣することとなる。
大日本帝国陸軍では、1878年（明治11年）に熊本鎮台から対馬分遣隊を対馬に派遣していた。これを改編して、1886年（明治19年）12月3日に「対馬警備隊」が置かれることとなった（明治19年12月3日陸達第2号）。
当初は第6師団に属したが、後に対馬の防衛が第6師団から新設の第12師団に移管されたのに伴い、第12師団に属した。1899年11月14日、司令部が長崎県対馬国下県郡今屋敷町の町村会議事堂に移転した。1901年8月16日、司令部は下県郡鶏知村の新築庁舎に移転。
1903年（明治36年）4月14日には「対馬警備隊司令部条例」（明治36年4月14日勅令第80号）が制定された。司令部は下県郡鶏知村に置かれた。
1920年（大正9年）8月9日に廃止され、対馬要塞司令部に改編された。

## 平時定員（明治23年）
1890年（明治23年）11月1日制定時の「陸軍定員令」（明治23年11月1日勅令第267号）によると、当時の対馬警備隊の平時定員は次の通りであった。なお、本章において単に「軍曹」としたものは1等軍曹（判任官3等）又は2等軍曹（判任官4等）の意味である。
- 司令部（人員37名、乗馬2匹）
  - 司令官：歩兵科又は砲兵科の中佐又は少佐
  - 副官：大尉又は中尉
  - 下副官たる曹長
  - 喇叭長：軍曹
  - 書記：軍曹
  - 炊事掛：軍曹
  - 各部31名
- 歩兵隊（人員102名）
  - 隊長：大尉
  - 隊附3名：中尉又は少尉
  - 曹長
  - 1等軍曹4名（内1名は給養掛）
  - 2等軍曹3名
  - 上等兵12名
  - 1等卒26名
  - 2等卒52名
- 砲兵隊（人員122名）
  - 隊長：大尉
  - 隊附5名：中尉又は少尉
  - 曹長
  - 1等軍曹6名（内、1名は給養掛、1名は武器掛）
  - 2等軍曹4名
  - 火工曹長
  - 火工1等軍曹又は火工2等軍曹
  - 上等兵18名
  - 1等卒20名
  - 2等卒35名
  - 助卒30名

よって、警備隊全体では、将校12名、下士25名、兵卒等193名、各部31名の総計261名、乗馬2匹が定員となっていた。

## 歴代司令官
- 水野勝毅 歩兵少佐：1886年12月20日 - 1892年8月11日
- 松永正敏 歩兵少佐：1892年8月11日 -
- 中岡黙 歩兵少佐：1894年10月20日 - 1896年5月15日
- 出石猷彦 砲兵中佐：1896年5月15日 -
- 大島義昌 少将：1897年7月7日 -
- 塩屋方圀 少将：1898年3月3日 -
- 新井晴簡 少将：1899年3月13日 -
- 児玉徳太郎 大佐：1899年10月28日 -
- 楠瀬幸彦 少将：1901年6月26日 - 1902年5月5日
- 川村益直 少将：1902年5月5日 - 1908年12月21日
- 小原伝 少将：1908年12月21日 - 1912年4月26日
- 阿部貞次郎 少将：1912年4月26日 - 1913年8月22日
- 矢島岸太郎 少将：1913年8月22日 - 1915年8月10日
- 木田伊之助 少将：1915年8月10日 - 1917年8月6日
- 岡野友次郎 少将：1917年8月6日 -
- 西原茂太郎 少将：1919年4月15日 - 1920年8月9日（対馬要塞司令官発令）